# La guerra dei mondi (miniserie televisiva)
La guerra dei mondi (The War of the Worlds) è una miniserie televisiva britannica diretta da Craig Viveiros, tratta dall'omonimo romanzo di H. G. Wells
La miniserie è composta da tre puntate, primo adattamento britannico del romanzo.
In Italia ha debuttato dall'11 al 18 ottobre 2019 su La EFFE, canale a pagamento della piattaforma satellitare Sky.

## Trama
Ambientata nell'Inghilterra edoardiana del 1905, la miniserie segue il giornalista George e la sua amante Amy (lavora come assistente dello scienziato locale Ogilvy) iniziare una nuova vita insieme nella città di Woking, sfidando la società britannica, lontano dalla moglie di George (sua moglie non è disposta a concedere il divorzio). L'improvvisa caduta di asteroidi che si riveleranno essere macchine da guerra marziane interromperà bruscamente il loro desiderio di vivere una vita tranquilla, anzi dovranno combattere per le loro stesse vite contro un nemico inarrestabile al di là della comprensione dell'umanità.

## Puntate
| nº | Titolo originale | Titolo italiano | Prima TV Canada | Prima TV UK      | Prima TV Italia | Ascolti UK               |
| -- | ---------------- | --------------- | --------------- | ---------------- | --------------- | ------------------------ |
| 1  | Episode 1        | Episodio 1      | 6 ottobre 2019  | 17 novembre 2019 | 11 ottobre 2019 | telespettatori 6 685 800 |
| 2  | Episode 2        | Episodio 2      | 13 ottobre 2019 | 24 novembre 2019 | 11 ottobre 2019 | telespettatori 5 800 000 |
| 3  | Episode 3        | Episodio 3      | 20 ottobre 2019 | 1º dicembre 2019 | 18 ottobre 2019 | telespettatori 5 490 000 |

## Produzione

### Sviluppo
La guerra dei mondi è stata annunciata per la prima volta nel dicembre 2015, con la BBC che ha confermato la produzione della serie nel maggio 2017. La serie è prodotta da Mammoth Screen per la BBC, co-prodotta con Creasun Media, in associazione con Red Square.
Lo sceneggiatore Peter Harness ha ampliato il ruolo della moglie del narratore, affermando "Penso che la scelta più chiara che ho fatto dall'inizio di questo progetto sia stata quella di dare al personaggio maschile una moglie che avesse forza di carattere a sé stante [...] Era molto importante per me rendere tridimensionale il personaggio femminile".
La miniserie è stata diretta da Craig Viveiros, il produttore è Betsan Morris Evans, mentre i produttori esecutivi sono Damien Timmer, Preethi Mavahalli, Peter Harness e Craig Viveiros dalla Mammoth Screen, Tommy Bulfin dalla BBC, Minglu Ma dalla Creasun e Jamie Brown dalla Red Square.
L'interpretazione fa uso del tempo che si sposta avanti e indietro nella linea temporale per "gettare un tocco intelligente di spostamento temporale nella narrazione per capovolgere le aspettative del pubblico".

### Riprese
Le riprese sono iniziate nell'aprile 2018 a Liverpool. Tra le località si trovano Saint George's Plateau, Eldon Grove, Vauxhall (dove un edificio abbandonato è stato utilizzato come sede di Londra), Sir Thomas Street, Dale Street, Ainsdale Woods, Delamere Forest, il villaggio di Great Budworth nel Cheshire, la Palm House e la Croxteth Hall. Le riprese e la post-produzione sono state completate entro maggio 2019.

## Promozione
Il primo filmato della miniserie della BBC è apparso il 15 luglio 2018, seguito da un trailer il 1º gennaio 2019 e da un secondo rilasciato il 29 settembre 2019.

## Distribuzione
Mammoth Screen ha annunciato nel settembre 2019 che la serie avrebbe debuttato, nel Regno Unito, entro la fine dell'anno, è andata in onda dal 17 novembre al 1º dicembre 2019 su BBC One; inizialmente la prima puntata doveva uscire a Natale 2018. In Canada è stata trasmessa in anteprima mondiale su T+E dal 6 al 20 ottobre 2019. In Nuova Zelanda è andata in onda, divisa in due parti e non in tre, dal 13 al 20 ottobre 2019 su TVNZ 1.
ITV Studios Global Entertainment è responsabile della distribuzione internazionale della miniserie La guerra dei mondi. È stato venduto ai principali paesi europei e territori africani.
In Italia ha debuttato dall'11 al 18 ottobre 2019 su La EFFE, canale a pagamento della piattaforma satellitare Sky.